# Джессіка Ленґ
Джессіка Філліс Ленґ (англ. Jessica Phyllis Lange [МФА: [læŋ]]; нар. 20 квітня 1949) — американська акторка театру, кіно і телебачення, чия кар'єра охоплює чотири десятиліття.
Хоча Ленґ дебютувала на великому екрані 1976 року в фільмі «Кінг-Конг», її прорив відбувся шість років потому, коли вона виграла премію «Оскар» за найкращу жіночу роль другого плану за роль у комедії «Тутсі», і одночасно була номінована на нагороду в категорії «Найкраща жіноча роль» за образ Френсіс Фармер у драмі «Френсіс». У другій половині вісімдесятих вона ще тричі була номінована на «Оскар» у категорії «Найкраща жіноча роль» за ролі у фільмах «Село» (1984), «Солодкі мрії» (1985) і «Музична скринька» (1989), і нарешті виграла нагороду 1995 року за роль у мелодрамі «Синє небо».
У 2011—2018 роках Ленґ знялася у п'ятьох сезонах телесеріалу-антології «Американська історія жахів», ролі в якому принесли їй дві премії «Еммі», «Золотий глобус», а також премію Гільдії кіноакторів США.
У 2017 році зіграла акторку Джоан Кроуфорд у серіалі «Ворожнеча», за що була в черговий раз номінована на премії «Еммі», «Золотий глобус» і премію Гільдії кіноакторів США.
Через велику кількість нагород, отриманих за свою кар'єру (два «Оскари», три «Еммі», премія «Тоні», п'ять «Золотих глобусів», а також премія Гільдії кіноакторів США), Джессіку Ленґ часто називають однією з найбільш шанованих акторок її покоління.

## Життєпис

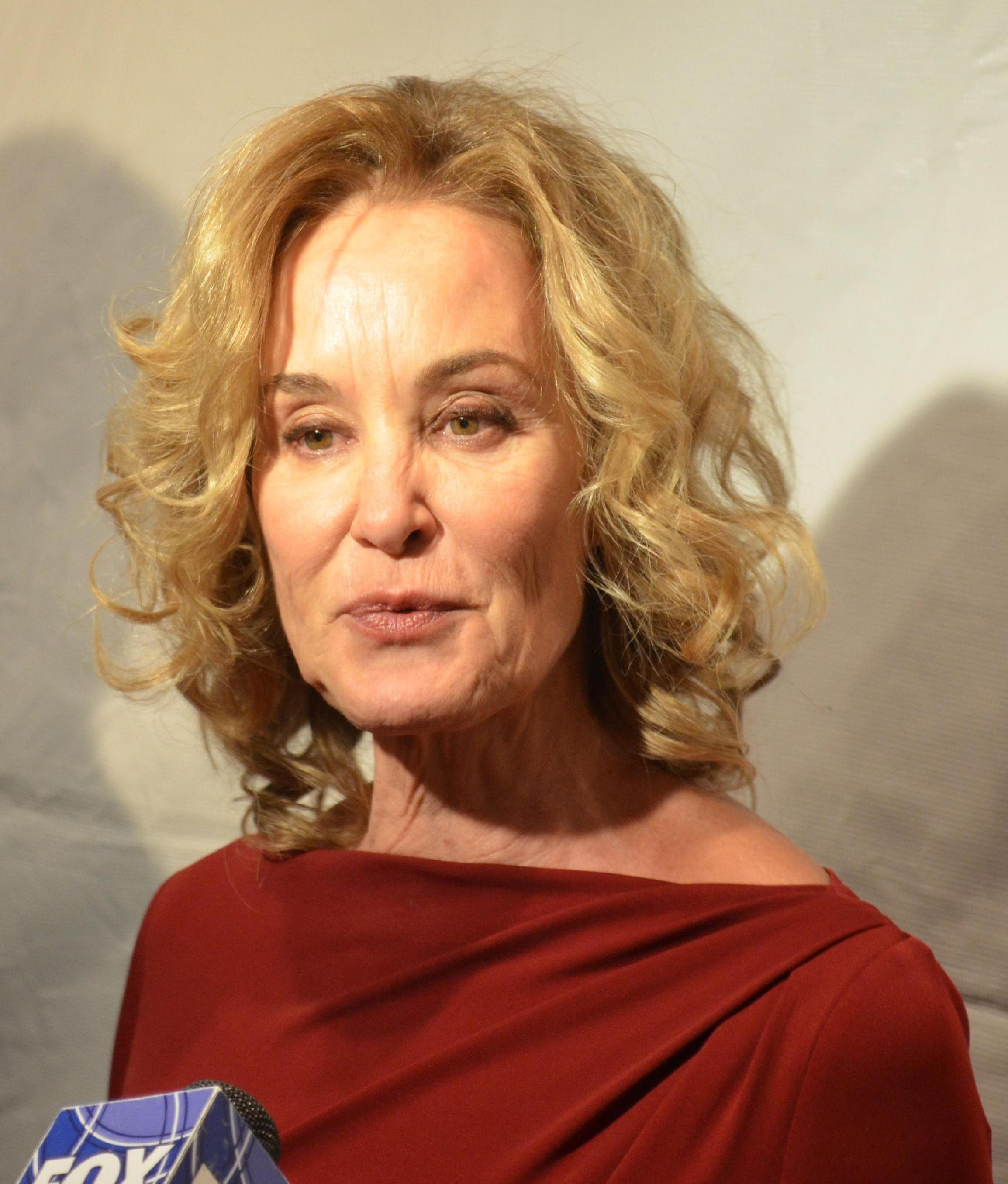
Ленґ 2012 року

Має фінське, німецьке та голландське коріння. Джессіка Ленґ деякий час працювала у Парижі, навчаючись у прославленого міма Етьєна де Круа. Після повернення до США працювала офіціанткою та моделлю.
У союзі з драматургом Семом Шепардом. Батько її першої дитини — російський танцюрист Михайло Баришніков.

## Діяльність
Джессіка Ленг дебютувала на великому екрані 1976 року в осучасненій екранізації «Кінг-Конга». Фільм отримав розгромні відгуки кінокритики, проте Ленг отримала «Золотий глобус» за найкращий акторський дебют.
П'ять років потому Ленг вразила критику роботою у фільмі «Листоноша дзвонить двічі» з Джеком Ніколсоном. Великий прорив відбувся 1982 року, коли вона стала номінанткою «Оскара» двічі — за фільм «Френсіс» (головна роль) і «Тутсі» (роль другого плану). Вигравши статуетку у другій номінації, Ленг продовжувала активно зніматися протягом наступних десяти років. Знову висувалася на премію Кіноакадемії за головні ролі у фільмах «Село» (1984), «Солодкі мрії» (1985), «Музична скринька» (1989), «Синє небо» (1994), причому за останній фільм була удостоєна другого «Оскара».
Починаючи з другої половини 1990-х Джессіка Ленґ знімається рідше, віддаючи перевагу театру та вихованню дітей. У 2000-х Ленг залишалася осторонь від комерційного кінематографу, зрідка знімаючись в авторських фільмах Віма Вендерса і Боба Ділана.
Джессіка Ленґ — Посол Доброї Волі Дитячого фонду ООН (ЮНІСЕФ), на цій посаді зробила ряд важливих акцій на підтримку сиріт Росії та наданні допомоги з реабілітації дітей, жертв терористичного акту в Беслані.
Останнім часом акторка відома за ролями в серіалі «Американська історія жаху», за яку отримала премії «Золотий глобус» та «Еммі» в номінації «Найкраща акторка другого плану в мінісеріалі або телефільмі» (за роль у першому сезоні), а також премію «Еммі» в номінації «Найкраща акторка в мінісеріалі або телефільмі» (за роль у третьому сезоні).
У жовтні 2013 Ленг заявила про можливе завершення акторської кар'єри.

## Фільмографія

### Фільми
| Рік  | Назва українською                   | Назва англійською                   | Роль                   | Примітки             |
| ---- | ----------------------------------- | ----------------------------------- | ---------------------- | -------------------- |
| 1976 | Кінг-Конг                           | King Kong                           | Дуена                  |                      |
| 1979 | Весь цей джаз                       | All That Jazz                       | Анджеліка              |                      |
| 1980 | Як перемогти дорожнечу життя        | How to Beat the High Co$t of Living | Лоїс                   |                      |
| 1981 | Листоноша завжди дзвонить двічі     | The Postman Always Rings Twice      | Кора Сміт              |                      |
| 1982 | Тутсі                               | Tootsie                             | Джулі Ніколс           |                      |
| 1982 | Френсіс                             | Frances                             | Френсіс Фармер         |                      |
| 1984 | Село                                | Country                             | Джевелл Айві           |                      |
| 1985 | Солодкі мрії                        | Sweet Dreams                        | Патсі Клейн            |                      |
| 1986 | Злочини серця                       | Crimes of the Heart                 | Мег Маргет             |                      |
| 1988 | Далека північ                       | Far North                           | Кейт                   |                      |
| 1988 | Стовідсотковий американець для всіх | Everybody's All-American            | Бабс Роджерс Грей      |                      |
| 1989 | Музична скринька                    | Music Box                           | Енн Телбот             |                      |
| 1990 | Чоловіки не йдуть                   | Men Don't Leave                     | Бет Маколей            |                      |
| 1991 | Мис страху                          | Cape Fear                           | Лі Боуден              |                      |
| 1992 | Ніч та місто                        | Night and the City                  | Гелен Нассерос         |                      |
| 1994 | Синє небо                           | Blue Sky                            | Карлі Маршалл          | Був знятий 1991 року |
| 1995 | Справа Ісайї                        | Losing Isaiah                       | Маргарет Левін         |                      |
| 1995 | Роб Рой                             | Rob Roy                             | Мері Макгрегор         |                      |
| 1997 | Тисяча акрів                        | A Thousand Acres                    | Джіні Кук Сміт         |                      |
| 1998 | Спадщина                            | Hush                                | Марта Берінг           |                      |
| 1998 | Кузина Бетта                        | Cousin Bette                        | Кузина Бетта           |                      |
| 1999 | Тіт — правитель Риму                | Titus                               | Тамора                 |                      |
| 2001 | Нація прозаку                       | Prozac Nation                       | місіс Вурцель          |                      |
| 2003 | Шоу століття                        | Masked and Anonymous                | Ніна Вероніка          |                      |
| 2003 | Велика риба                         | Big Fish                            | Сандра Блум в старості |                      |
| 2005 | Зламані квіти                       | Broken Flowers                      | Кармен                 |                      |
| 2005 | Заходьте не постукавши              | Don't Come Knocking                 | Дорін                  |                      |
| 2005 | Невдаха                             | Neverwas                            | Катерина Пьерсон       |                      |
| 2006 | Бонневіль                           | Bonneville                          | Арвілла Голден         |                      |
| 2012 | Клятва                              | The Vow                             | Рита Торнтон           |                      |
| 2013 | Тереза Ракен                        | Therese Raquin                      | мадам Ракен            |                      |
| 2014 | Гравець                             | The Gambler                         | Роберта                |                      |
| 2016 | Молодість за страховкою             | Wild Oats                           | Медді                  |                      |
| 2022 | Марлоу                              | Marlowe                             | Дороті Квінкеннон      |                      |
| TBA  | Довгий день йде в ніч               | Long Day's Journey Into Night       | Мері Тайрон            |                      |

### Телебачення
| Рік       | Назва українською                                | Назва англійською                 | Роль                    | Примітки              |
| --------- | ------------------------------------------------ | --------------------------------- | ----------------------- | --------------------- |
| 1984      | Кішка на розпеченому даху                        | Cat on a Hot Tin Roof             | Меггі                   |                       |
| 1992      | О, піонери! (Зала слави Hallmark)                | O Pioneers!                       | Олександра Бергсон      |                       |
| 1995      | Трамвай «Бажання»                                | A Streetcar Named Desire          | Бланш Дюбуа             |                       |
| 1998      | Казки мого дитинства                             | Stories from My Childhood         | Принцеса-лебідь         | 1 епізод, озвучування |
| 2003      | Нормальний                                       | Normal                            | Ірма Епплвуд            |                       |
| 2007      | Сибіла                                           | Sybil                             | доктор Корнелія Уілбур  |                       |
| 2009      | Сірі сади                                        | Grey Gardens                      | Едіт Був'є Бив (у віці) | телефільм             |
| 2011      | Американська історія жахів: Будинок смерті       | American Horror Story             | Констанс Ленґдон        | 12 епізодів           |
| 2012-2013 | Американська історія жахів: Психіатрична лікарня | American Horror Story: Asylum     | Сестра Джуд             | 13 епізодів           |
| 2013-2014 | Американська історія жахів: Шабаш                | American Horror Story: Coven      | Фіона Ґуд               | 13 епізодів           |
| 2014-2015 | Американська історія жаху: Шоу виродків          | American Horror Story: Freak Show | Ельза Марс              | 13 епізодів           |
| 2016      | Горас і Піт                                      | Horace And Pete                   | Марша                   | вебсеріал 3 епізоди   |
| 2017      | Ворожнеча: Бетті та Джоан                        | Feud: Bette and Joan              | Джоан Кроуфорд          | 8 епізодів            |
| 2018      | Американська історія жаху: Апокаліпсис           | American Horror Story: Apocalypse | Констанс Ленґдон        | 2 епізоди             |
| 2019      | Політик                                          | The Politician                    | Дасті Джексон           | 6 епізодів            |
| 2024      | Ворожнеча: Капоте проти лебедів                  | Feud: Capote vs. The Swans        | Ліллі Мей Фолк          |                       |

## Театр
| Рік  | Назва українською     | Назва англійською             | Роль            | Примітки                      |
| ---- | --------------------- | ----------------------------- | --------------- | ----------------------------- |
| 2000 | Довгий день йде в ніч | Long Day's Journey Into Night | Мері Тайрон     |                               |
| 2005 | Скляний звіринець     | The Glass Menagerie           | Аманда Вінґфілд | Театр Етель Беррімор, Бродвей |
| 2015 | Довгий день йде в ніч | Long Day's Journey Into Night | Мері Тайрон     |                               |